# Polyphème d'Amérique
Antheraea polyphemus
Pour les articles homonymes, voir Polyphème (homonymie).
Espèce
Le Polyphème d'Amérique (Antheraea polyphemus) est une espèce de lépidoptères nocturnes appartenant à la famille des Saturniidae. Ce papillon est répandu en Amérique du Nord. Il est caractérisé par une coloration beige à brune et la présence d'ocelles sur les ailes postérieures. On le trouve dans les boisés de feuillus, dans les milieux humides et dans les milieux urbains. L'imago est attiré par la lumière.

## Étymologie
Polyphème est le nom d'un cyclope, fils de Poséidon et de la nymphe Thoosa, dans la mythologie grecque. Cette créature ne possédait qu'un seul œil au milieu de son front. Chez l'insecte, ce nom fait référence aux deux grands ocelles que l'on retrouve dans le centre des ailes postérieures.

## Distribution
L'espèce est largement répartie en Amérique du Nord, du Sud du Canada jusqu'au Mexique. Au Canada, il se retrouve dans toutes les provinces à l'exception de celles de l'Île-du-Prince-Édouard et de Terre-Neuve-et-Labrador. Aux États-Unis, il se retrouve dans 48 États à l'exception de l'Arizona et du Nevada.

## Description
L'imago du Polyphème d'Amérique a une envergure de près de 15 cm. Il possède une coloration brune qui peut varier de pâle à foncé. Les ailes antérieures ont de petits ocelles de forme ovale et de couleur jaune clair. Les ailes postérieures possèdent des ocelles ressemblant à de gros yeux. Les mâles ont de larges antennes plumeuses contrairement aux femelles.
La chenille mature est de couleur verte et possède une série de petites taches orangées et de fines lignes blanches sur les côtés. La tête de la chenille est brun orangé.

## Cycle de vie
Selon les régions, le Polyphème d'Amérique peut produire plus d'une génération par année. Aux États-Unis, l'espèce n'a qu'une seule génération à partir du nord de la Pennsylvanie et devient bivoltine à partir du sud de la vallée de l'Ohio. Au Canada, il produit généralement une seule génération. 
À l'éclosion, la chenille est de couleur jaune. Le développement larvaire comprend 5 stades. Chaque stade est légèrement différent en coloration. Vers le 3e stade, la chenille affiche un vert très vif et possèdent une série de petites taches orangées et de fines lignes blanches sur les côtés. La chenille du polyphème d'Amérique ressemble à s'y méprendre à celle du papillon lune (Actias luna). 
Au cours de son développement, la chenille se nourrira abondamment de sa plante hôte. À la fin de son stade larvaire, elle mesurera près de 7,5 cm. Au moment venu, la chenille débutera le tissage d'un cocon de soie brune ou grise. Elle fait son cocon au sol ou dans les branches exposées aux grands vents. Celui-ci sera généralement enveloppé dans les feuilles de la plante-hôte. Avant d'entamer sa métamorphose en chrysalide, elle vide ses intestins de l'excédent d'eau, de nourritures, de matières fécales et d'autres fluides. Sa peau se fend alors et elle se transforme en chrysalide à l'intérieur de son cocon.

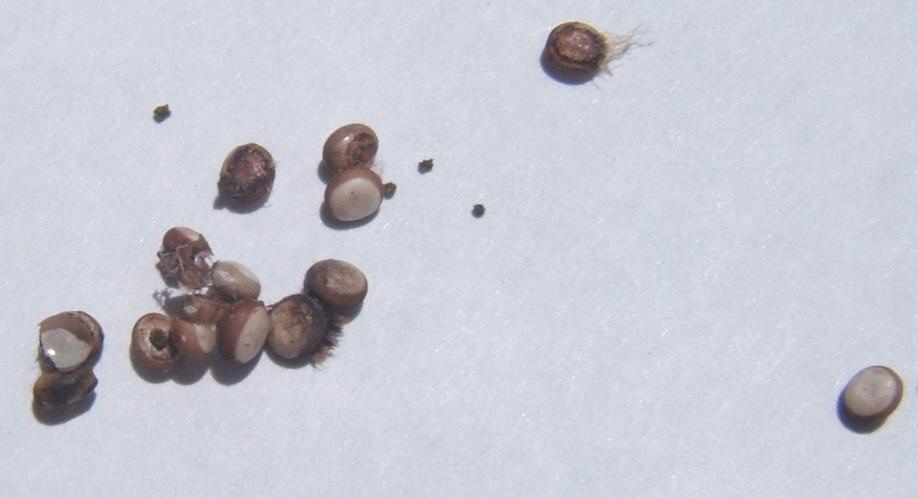
œufs
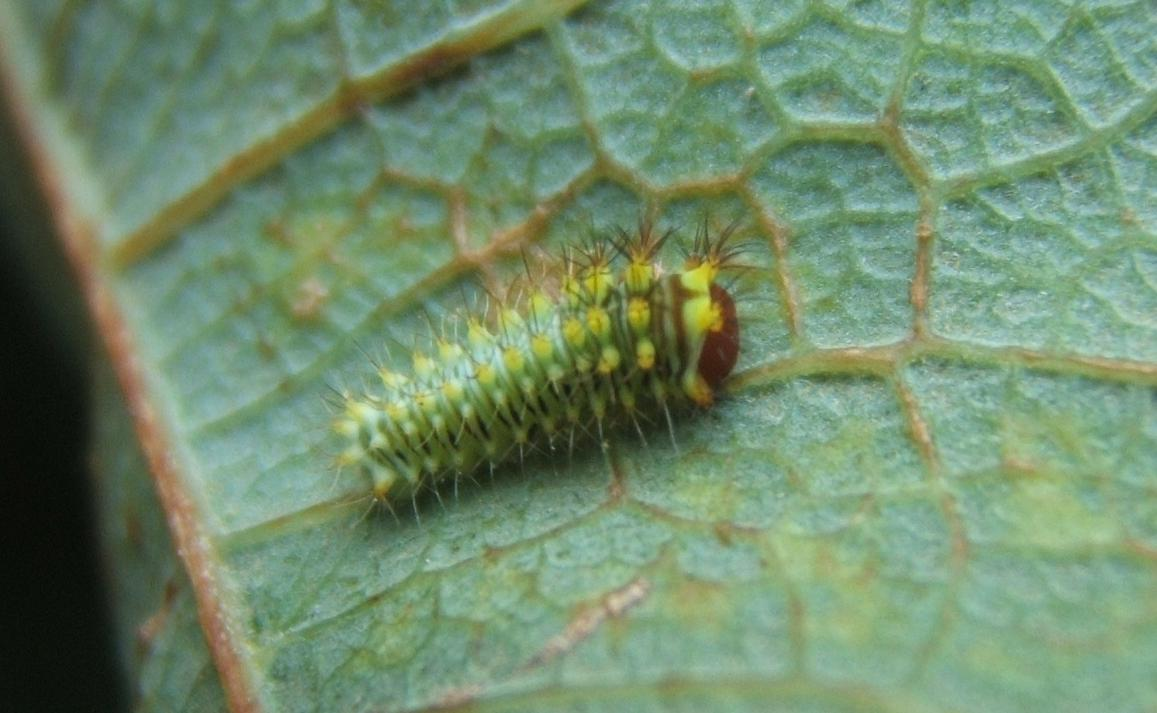
Premier stade larvaire
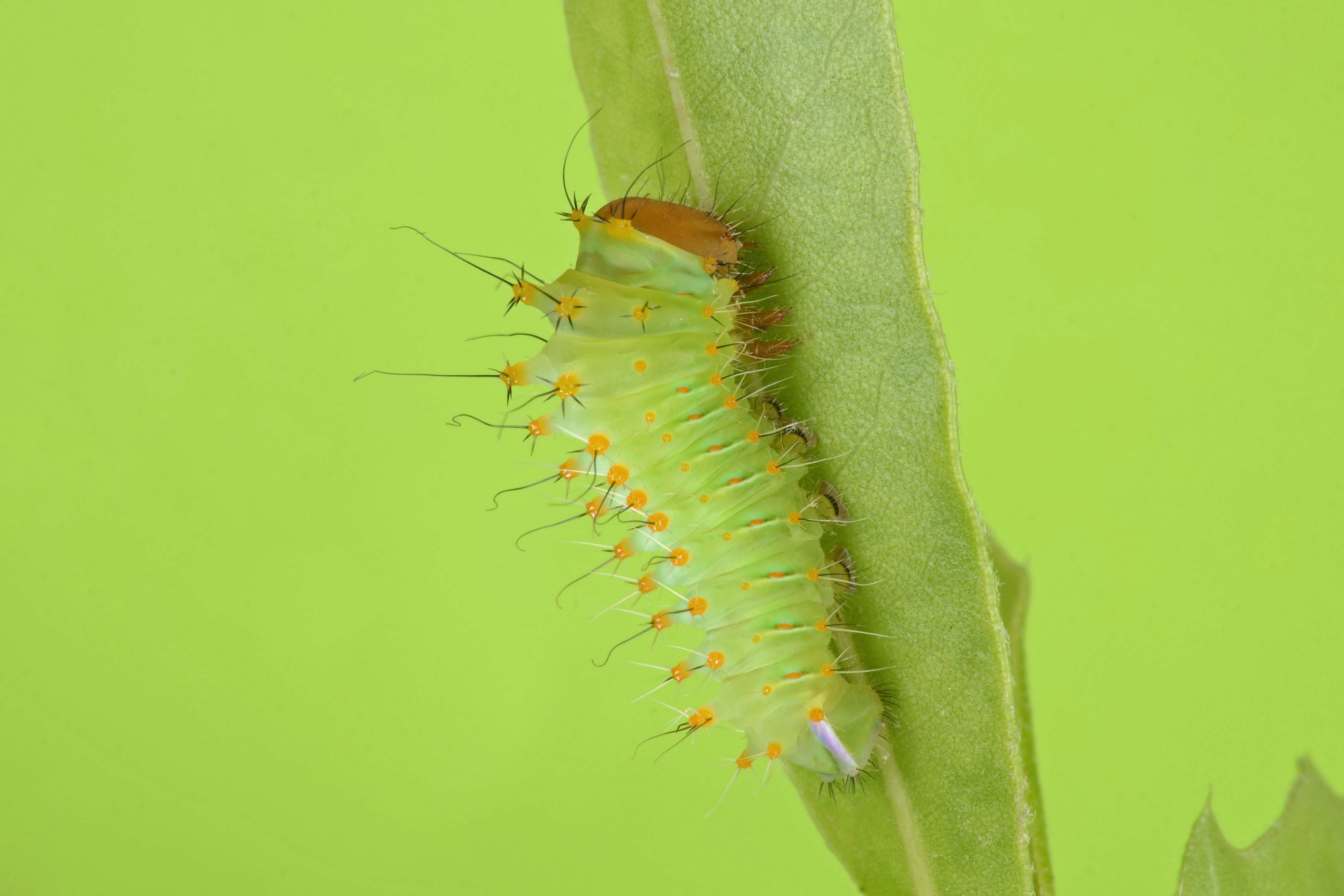
Deuxième stade larvaire
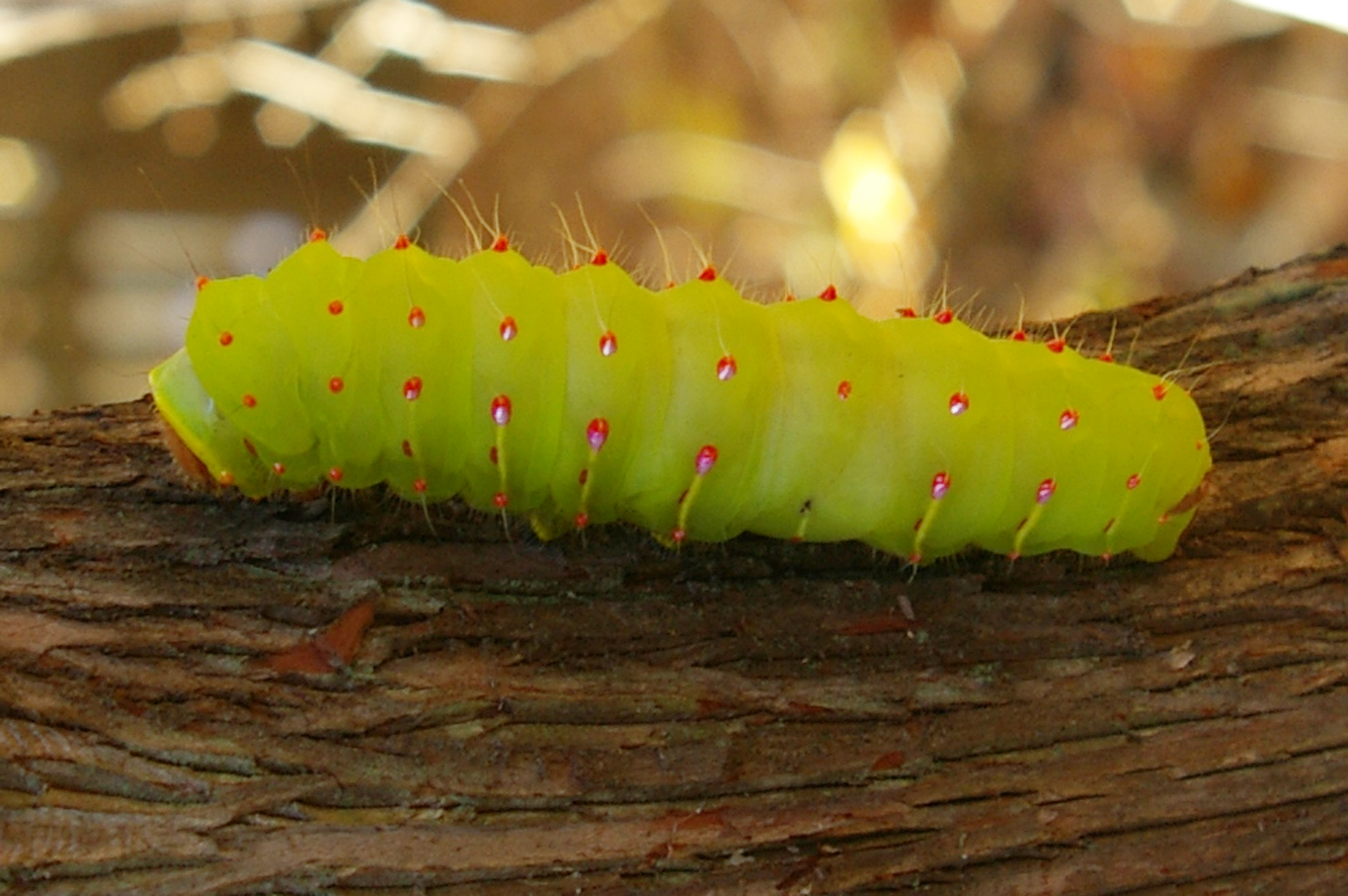
Quatrième stade larvaire
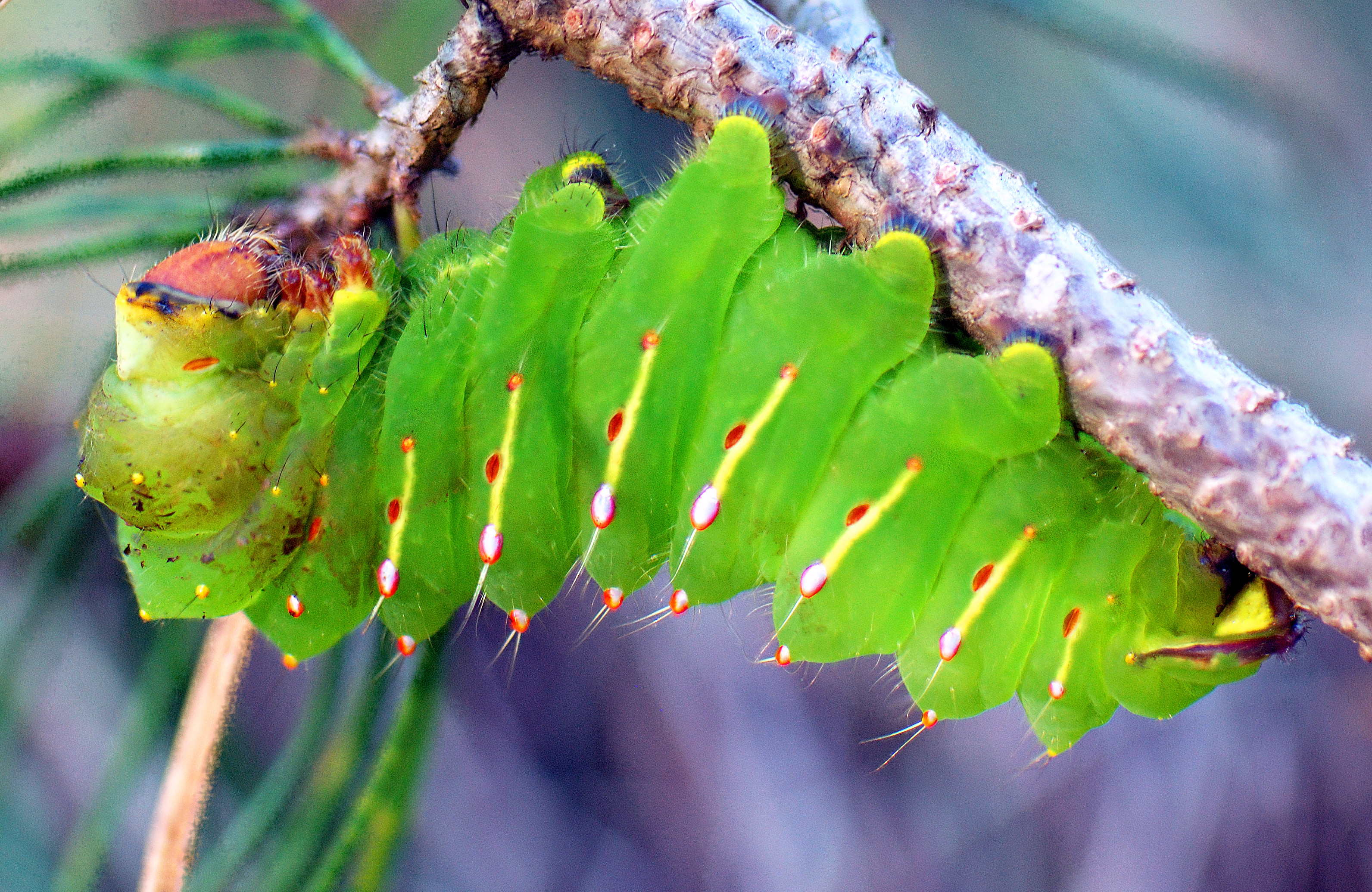
Cinquième stade larvaire

## Plantes-hôtes
La femelle pond ses œufs sur une grande variété de plantes :
- Betula sp. (bouleau)
- Salix sp., (saule)
- Quercus sp., (chêne)
- Acer sp., (érable)
- Carya sp., (caryer)
- Fagus sp., (hêtre)
- Prunus sp.
- Citrus sp.
- Ulmus americana, (orme d'Amérique)
- etc.

## Prédation
Les chenilles du polyphème d'Amérique sont les hôtes de nombreux insectes parasitoïdes (mouche tachinide, guêpe ichneumonide et guêpe braconide). Tous les stades de développement sont sujets à la prédation par plusieurs types de vertébrés et d'invertébrés prédateurs. 